# Берман Борис Давидович
Берман Борис Давидович (15 травня 1901 , Адріановка, Читинська область  — 23 лютого 1939 , Москва ) — діяч органів державної безпеки СРСР, комісар державної безпеки 3-го рангу (14.3.1937), брат начальника ГУЛАГу Бермана Матвія Давидовича.

## Біографія
З травня 1918 добровольцем у Червоній Армії. Після приходу білих перебрався до Маньчжурії. Член компартії з серпня 1923 року.
З 1919 року в органах ВЧК. У січні 1931 переведений в ІНО ОГПУ, направлений резидентом в Берлін. В 1933 був направлений нелегальним резидентом в Рим. З 1934 на керівних посадах у центральному апараті ІНО ОГПУ. З 21 травня 1935 1-й заступник начальника Іноземного відділу Головного управління державної безпеки (ГУДБ) НКВС СРСР Абрама Слуцького. З 31.8.1936 заступник начальника Секретно-політичного (4-го) відділу ГУДБ. З березня 1937 нарком внутрішніх справ Білоруської РСР і начальник Особливого відділу Білоруського військового округу. Входив до Білоруської республіканської Особливої трійки НКВД. У травні 1938 відкликаний до Москви і затверджений начальником 3-го управління (транспорту і зв'язку) НКВС СРСР.
Депутат Верховної Ради СРСР 1-го скликання.
Заарештований 24 вересня 1938. Засуджений ВКВС до вищої міри покарання, розстріляний на розстрільному полігоні «Комунарка».